# 亞羅維齊亞山
47°48′23″N 25°0′49″E / 47.80639°N 25.01361°E

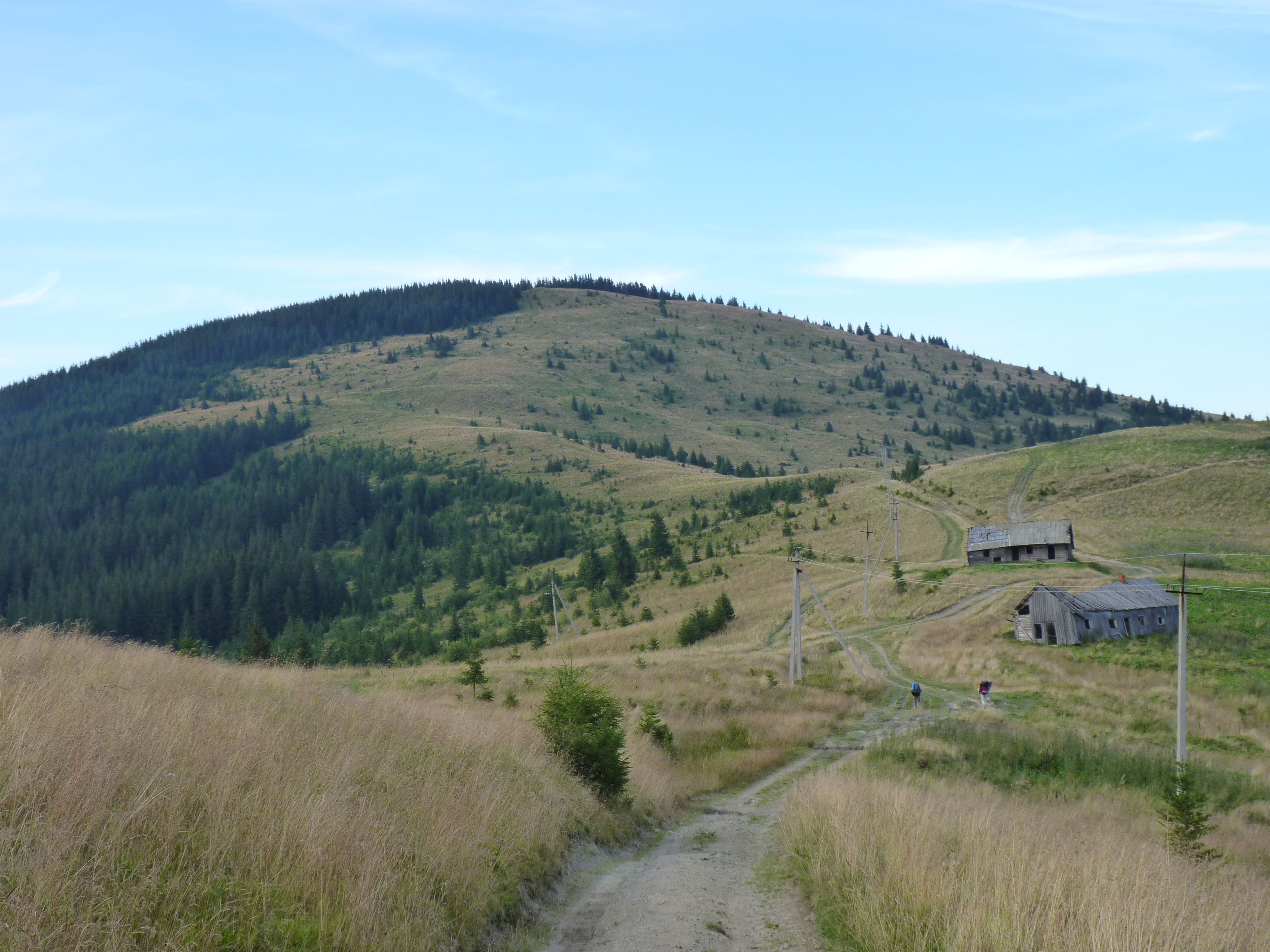

亞羅維察山（烏克蘭語：Яровиця）是烏克蘭西部的山峰，屬於亞洛維喬里山的一部分。該山峰處於切爾尼夫齊州的維日尼察區，海拔高度1,574米。